# Chimed Saikhanbileg
Chimediyn Saikhanbileg (en mongol : Чимэдийн Сайханбилэг), né le 20 janvier 1969 à Dornod, est un homme politique mongol, membre du Parti démocrate, Premier ministre du 21 novembre 2014 au 7 juillet 2016.

## Biographie
Après des études d'histoire à l'université d'État de Moscou, puis de droit à l'université nationale de Mongolie, Saikhanbileg poursuit son cursus en 2002 à l'université George Washington de Washington, DC.
Élu pour la première fois au Grand Houral d'État en 1996, il est ministre de l'Éducation de 1998 à 2000.
En 2008, il est élu au Grand Houral dans une circonscription d'Oulan-Bator et devient chef du groupe parlementaire du Parti démocrate. En 2012, Saikhanbileg devient membre du cabinet du Premier ministre Norovyn Altankhuyag,.
En novembre 2014, Altankhuyag est contraint à la démission. Après un intérim de Dendev Terbishdagva, Saikhanbileg forme une coalition entre le Parti démocrate, la Coalition de la Justice et le Parti de la volonté civique — Parti vert et est élu Premier ministre par le Grand Houral le 21 novembre,.
Lors des élections législatives de juillet 2016, le Parti démocrate est balayé et n'obtient que 9 sièges, contre 65 au PPM. Saikhanbileg n'est pas élu au Grand Houral et démissionne de son poste de premier ministre. Il est remplacé par Jargaltulga Erdenebat.
En octobre 2021, son nom est cité dans les Pandora Papers.